# 青柳 (青森市)
青柳（あおやぎ）は青森県青森市の地名。青柳一丁目と青柳二丁目で構成されている。郵便番号は030-0811。

## 地理
青森市中心部の北東端、堤川河口にほど近い場所にある。北は青森湾、東は堤川をはさんで港町・茶屋町、南は堤町、西は本町に接する。
　青柳一丁目は、北部に港湾施設や倉庫等がある。その他は、商店・事務所・住宅等が入り乱れている。青柳二丁目は、商店・事務所・住宅等が混在する。
　堤川河口部に堤川緑地公園があるが、この付近では釣りをする人がよく見られる。なお、青森市とツインシティ（双子都市）提携をしている函館市にも青柳町という地名がある。

### 河川・橋梁
- 堤川
  - 石森橋 - 堤川最下流の橋であり、この位置から下流は河川法により海洋扱いとなる。このため船舶の繋留に便利で、停泊中・航行中の船舶をよく見ることができる。
  - 青柳橋
  - 旭橋
  - うとう橋

## 交通

### 港湾
域内には、青森港堤埠頭等がある。

### 道路

#### 東西に走る道路
- 臨港道路3号線 - 旧 新蜆貝町付近を通る。青柳一丁目の西端から西に延びる。
- 青森市都市計画道路 3･3･1 石森橋通り線 - 旧 浜町通りにつながる。現在の青柳一丁目、旧 蜆貝町付近を通る。
- 青森市都市計画道路 3･5･1 青柳橋通り線 - 旧 大町通りにつながる。現在の青柳二丁目北部、旧 塩町、旧 莨町付近を通る。青森市市バス青柳線が通過する。
- 青森市道 旭橋通り線 - 旧 米町通りにつながる。現在の青柳二丁目南部、旧 博労町付近を通る。
- 青森市都市計画道路 3･3･2 青森駅通り合浦線 - 旧寺町通りにつながる。現在の青柳二丁目の南の境界線である。旧 松森町付近を通る。（青森市大字松森や、現在の松森一～三丁目とは別である。）

#### 南北に走る道路
- 青森市都市計画道路 3･4･3 蜆貝八重田線 - 旧 浦町駅通り。現在は平和公園通り。青柳の西の境界。
- 青森市都市計画道路 3･5･4 堤町通り浜田線 - 青柳町内では、旧 堤町付近を通る。国道4号と交わる堤橋交差点を越えて南に直進すると、青森県道27号青森浪岡線につながる。

## 歴史
- 昭和43年9月1日、青森市中部地区の住居表示実施により、青柳一丁目、同二丁目が設置された。

- - 青柳一丁目 - 第二埠頭、塩町、蜆貝町の各一部、新蜆貝町の全部
  - 青柳二丁目 - 塩町、博労町、松森町、堤町の各一部、茛町の全部

　青柳二丁目東部の一角は、かつては莨町と言われ、煙草の売買が許されていたと言われるが現在その面影はない。現在は青森市立莨町小学校の名とその校門前にある標柱でその存在を知る事が出来る。中南部の旭橋の通り沿いは、かつて博労町と呼ばれた。ここは、港町青森の東の町はずれにあたり、藩政時代は馬市が行われた。また、筒井、横内、豆坂（大豆坂）を越えて浪岡に至る街道（大豆坂街道）に接していたので、呉服店が軒を連ね、堤町とともに、繁盛した商店街であった。

## 施設等
- 青森市立莨町小学校
- 港湾合同庁舎
- 青森税関
- ユニバース青柳店